# Israel Aksenfeld
Israel Aksenfeld, auch: Israel Axenfeld, Yisroel Aksenfeld; jiddisch יסראָל אַקס(ע)נפֿעלד [jisˈroːəl aksnfɛld] (geboren 1787 in Nemirow, Russisches Kaiserreich; gestorben 1866 in Paris) war einer der ersten jiddischen Schriftsteller des 19. Jahrhunderts.
Sein Stück Der erschter rekrut (1833) beschreibt sehr realistisch das Leben in einem jüdischen Schtetl in Russland.

## Leben
Israel Aksenfeld wuchs in einer orthodoxen jüdischen Familie auf. Er gehörte zur chassidischen Bewegung von Rabbi Nachman aus Brazlaw. Später trennte er sich von der Bewegung. Er eignete sich Kenntnisse in Recht und Naturwissenschaften an, angeregt auch durch seine Frau. Er wurde Kaufmann, dann Rechtsanwalt und Notar in Odessa.
Aksenfeld beherrschte mehrere  Sprachen (hebräisch, russisch, polnisch, deutsch). Seine literarischen Werke schrieb er fast ausschließlich im „Jargon“ (jiddisch). Er stand mit A. B. Gottlober, Schwabacher, Ossip Rabinowitsch, Leon Pinsker und anderen in freundschaftlichem Verkehr.
Aksenfeld schrieb Erzählungen. Dramen und Romane, die zum allergrößten Teil unveröffentlicht blieben. Man schätzt, dass er mehr als zwanzig Bände verfasst hat.
Sein bedeutendstes Werk ist die Tragikomödie Der erschter jidischer rekrut. In dieser beschreibt er das Leben in einem jüdischen Schtetl 1827  nach der Zwangsrekrutierung vieler Juden durch die zaristische Armee.
In der Erzählung Doß schtern-tichl oder Schabeß in Mezibez schildert Aksenfeld die Intoleranz und Bigotterie der chassidischen Bewegung.
Seine Werke beschreiben mit genauer Beobachtungsgabe das Alltagsleben der Juden im Russischen Reich. Der Duktus ist spannend, seine Sprache ist eine kräftige, volkstümliche, oft humorvolle.

## Werke (Auswahl)
- Doß schtern-tichl oder Schabeß in Mezibez („Das Stirntuch“), Leipzig 1861, Erzählung
- Der erschter jidischer rekrut („Der erste jüdische Rekrut in Russland“), Leipzig 1861, Drama, geschrieben 1833
- A man un wajb, schweßter un brider („Mann und Frau, Schwestern und Brüder“), Odessa 1867, Drama
- Der ojzer oder Di genarte welt („Der Schatz oder die Getäuschte Welt“), Odessa 1870, vollendet 1842; Gegenüberstellung eines Wunderrabbis und eines dem Alkohol verfallenen christlichen Quacksalbers, die sich darin treffen, dass sie nur dem Geld hinterherhecheln und sich dabei den Umstand zunutze machen, dass die Welt betrogen werden will
- Kabzn-oscher-schpil („Armer-Reicher-Spiel“), Odessa 1870

Der sowjetische Dichter Aaron Kuschnirow (1891–1948) bearbeitete das Stück Der erschter jidischer rekrut, worauf es in den 1930er Jahren oft in den staatlichen jiddischen Theatern aufgeführt wurde.
1931 erschien, unter der Redaktion von Meir Wiener, der erste von vier Bänden von Aksenfelds Werk. Eine zweite Ausgabe seiner Werke erschien 1938 im Moskauer Verlag Emeß („Wahrheit“). Einen Teil der Werke übersetzte überdies sein Sohn, Alexandre Axenfeld, ins Französische.